# Iso Särsjärvi
Iso Särsjärvi är en sjö i kommunen Padasjoki i landskapet Päijänne-Tavastland i Finland. Sjön ligger 123,6 meter över havet. Arean är 63 hektar och strandlinjen är 6,4 kilometer lång. Sjön  ingår i Kymmene älvs huvudavrinningsområde.   Den ligger omkring 45 km nordväst om Lahtis och omkring 130 km norr om Helsingfors. 